# Ulises Antonio Gutiérrez Reyes
Ulises Antonio Gutiérrez Reyes, O. de M. (Pedregal, 29 de abril de 1951) é um clérigo católico romano venezuelano, arcebispo de Ciudad Bolívar desde 2011.

## Biografia
Ulises Antonio Gutiérrez Reyes completou seus estudos filosóficos no Mosteiro de Santa María de El Puig em Valência, Espanha e seus estudos teológicos no Seminário Santa Rosa de Lima, em Caracas. Em 27 de dezembro de 1977 foi ordenado sacerdote na Ordem de Nossa Senhora das Mercês.
Como sacerdote, desempenhou os seguintes cargos: pároco em Maracaibo, administrador do Colégio Tirso de Molina de Caracas, encarregado do Seminário Mercedário de Caracas, provincial de sua Ordem de 1994 a 2000, reitor fundador do Seminário Mercedário de Palmira na diocese de São Cristóvão.
Em 5 de dezembro de 2003, foi nomeado pelo Papa João Paulo II como Bispo da Diocese de Carora. Foi ordenado bispo em 27 de fevereiro de 2004, pelo então Arcebispo de Coro - Roberto Lückert; os co-consagradores foram Mario del Valle Moronta Rodríguez, Bispo de San Cristóbal da Venezuela, e Eduardo Herrera Riera, Bispo Emérito de Carora.
Em 27 de agosto de 2011, o Papa Bento XVI o nomeou Arcebispo Metropolitano de Ciudad Bolívar.

Mons. Gutiérrez Reyes é o atual segundo vice-presidente da Conferência Episcopal Venezuelana (CEV), para o triênio 2022-2025.